# Allionia
Allionia är ett släkte av underblomsväxter. Allionia ingår i familjen underblomsväxter.

## Bildgalleri

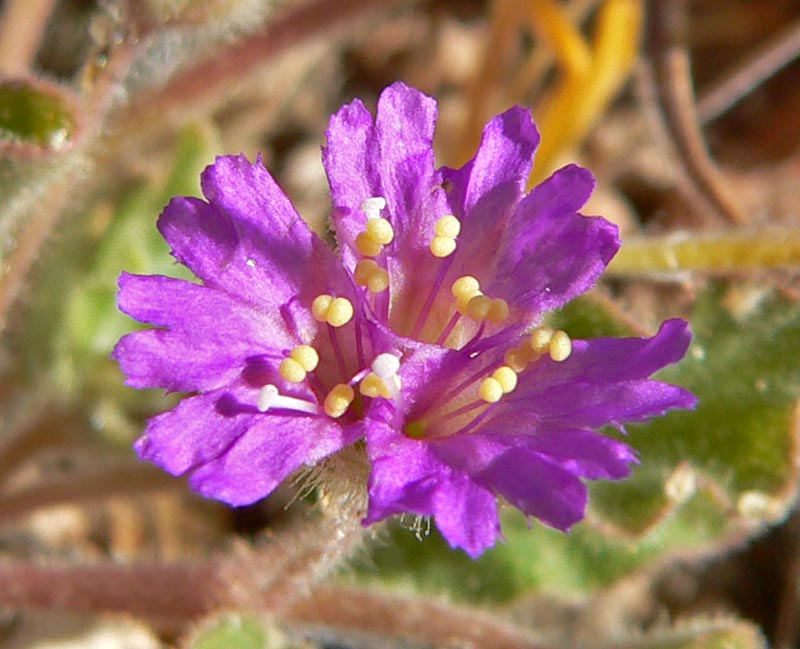

## Dottertaxa tillAllionia, i alfabetisk ordning[1]
- Allionia aggregata
- Allionia angustifolia
- Allionia arenaria
- Allionia bodinii
- Allionia bracteosa
- Allionia campanulata
- Allionia campestris
- Allionia choisyi
- Allionia coccinea
- Allionia comata
- Allionia cordifolia
- Allionia corymbosa
- Allionia cristata
- Allionia cucullata
- Allionia decumbens
- Allionia elegans
- Allionia expansa
- Allionia floribunda
- Allionia glabra
- Allionia himalaica
- Allionia hirsuta
- Allionia incarnata
- Allionia latifolia
- Allionia linearifolia
- Allionia micrantha
- Allionia oblongifolia
- Allionia ovata
- Allionia oxybaphoides
- Allionia pauciflora
- Allionia pilosa
- Allionia polytricha
- Allionia prostrata
- Allionia pseudaggregata
- Allionia subhispida
- Allionia texensis
- Allionia violacea
- Allionia viscida
- Allionia viscosa